# ليزلي كيش
ليزلي كيش (بالإنجليزية: Leslie Kish)‏ هو عالم اجتماع أمريكي، ولد في 27 يوليو 1910 في بوبراد في سلوفاكيا، وتوفي في 7 أكتوبر 2000.